# Technos Japan Corporation
Technos Japan Corporation (яп. 株式会社テクノスジャパン кабусики-гайся Тэкуносудзяпан) — японская компания, занимавшаяся производством и продажей видеоигр для игровых консолей и автоматов. Наиболее известные игры, выпущенные компанией — серия Double Dragon и серия спортивных игр без правил с участием главного героя Kunio-kun. Компания была основана 1981 году тремя бывшими сотрудниками компании Data East во главе с Кунио Таки.

## История компании
Самые ранние игры Technos — «Tag Team Wrestling», «Karate Champ», «Dog Fight» — были выпущены под торговой маркой DataEast. Первой игрой, выпущенной под торговой маркой Technos стала файтинговая «Nekketsu Kouha Kunio-kun», также известная как «Renegade», положившая начало целой серии игр о пареньке Kunio-kun. Совсем неожиданным продолжением успешного «Renegade» стала игра 1987 года «Nekketsu Koukou Dodgeball bu» (игра в вышибалы), предопределившая «спортивную» направленность игр о Kunio-kun.
В 1987 году Technos начала свою вторую знаменитую серию — Double Dragon. Коммерческий успех игры для аркадных автоматов позволил компании переехать из однокомнатной квартиры в отдельный офис, а также основать отделение компании в США — «American Technos». На волне успеха первой части была выпущена игра «Double Dragon II», которая скорее является переработкой первой части, нежели её продолжением.
После успеха «Double Dragon» Technos выпустила ряд аркад, которые не пользовались достаточным успехом у игроков — «China Gate», «V'Ball» и «WWF Superstars». После этой неудачи компания решила приостановить выпуск игр для аркадных автоматов.

## Эра NES
В 1988 году Technos обратила внимание на ставшую популярной консоль NES. Первыми играми для этой платформы стали портированные версии уже известных Nekketsu Kōha Kunio-kun (Renegade), Double Dragon и Nekketsu Koukou Dodgeball bu (Super Dodge Ball).
После «Double Dragon» Technos выпустила третью игру из серии Kunio-kun — Downtown Nekketsu Monogatari (River City Ransom в США). Параллельно был портирован симулятор пляжного волейбола V'Ball. Первоначально он назывался U.S. Championship V’Ball, но затем был переименован в Super Spike V'Ball.
В 1989 году Technos выпустила Double Dragon II для NES, который отличался от оригинала полностью новым сюжетом, уровнями, графикой и музыкой. После двух лет успешных релизов компания решила вернуться к игровым автоматам, выпустив Double Dragon III, который, несмотря на хорошую графику, не стал хитом из-за того, что постоянно «вымогал» жетоны у игроков. Портированная версия на SNES также не стала популярной, после чего Technos окончательно сконцентрировалась на играх для приставок.

## Серия Kunio-kun

Nekketsu Kakutou Densetsu

Работа над играми о Kunio-kun продолжалась. В 1990 году был выпущен «Nekketsu Koukou Dodgeball bu Soccer hen» («Nintendo World Cup» в США, в России эта игра больше известна под «народным» названием «футбол без правил»). «Downtown Special - Kunio-Kun no Jidaigeki Dayo Zenin Shuugou!», созданная основателями серии Kunio-kun, стала вторым наиболее популярным хитом Technos в Японии после «Nekketsu Kouha Kunio-kun». Игра повествует о похождениях средневекового японского самурая.
Позднее вышла «Downtown Nekketsu Koushinkyoku: Soreyuke Daiundoukai», включавшая спортивные игры с фирменным стилем Technos — игры без правил.
Затем вышла «Ike Ike! Nekketsu Hockey bu Subette Koronde Dai Rantou» (известная в России как «хоккей без правил»). В Америке планировался выпуск локализованной версии под названием «Crash 'n the Boy’s Ice Challenge», но по неизвестным причинам был отменён в последний момент.
Позже последовал «Surprise Nekketsu New Record Gold Medal Champions» — Олимпийские игры без правил. В США она известна как «Crash 'n the Boys: Street Challenge».
Спустя шесть месяцев в Японии был выпущен файтинг «Nekketsu Kakutou Densetsu». Игра была примечательна тем, что бои происходили 2 на 2, а также имелась возможность создавать собственный персонаж и наносить суперудары в тандеме с напарником. Игра была признана одной из лучших игр серии Kunio-kun, и именно эта игра считается одним из лучших файтингов на игровой приставке NES наравне с Teenage Mutant Ninja Turtles: Tournament Fighters.

## Список игр
Для всех игр приведены оригинальные японские названия. Игры отсортированы по дате их выхода в Японии.

### Arcade
- Minky Monkey (1982)
- Zeroize (1983)
- Scrambled Egg (Американское название: Eggs) (9/1983)
- Dommy (1983)
- The Big Pro-Wrestling! (Американское название: Tag Team Wrestling) (12/1983)
- Twin Lever (1984)
- Karate Champ (9/1984)
- Karate Champ: Player vs. Player (1984)
- Shusse Ōzumō (1984)
- Mysterious Stones (11/1984)
- Dog-Fight: Batten O'Hara no Sucharaka Kuuchuu-sen (Американское название: Acrobatic Dog-Fight) (1984)
- Suchiyarach (1985)
- Bogey Manor (1985)
- Exciting Hour (Американское название: Mat Mania) (1985)
- Mania Challenge (1986)
- Battle Lane Vol. 5 (1986)
- Nekketsu Kōha Kunio-kun (Американское название: Renegade) (5/1986)
- Xain'd Sleena (Американское название: Solar Warrior; European title: Soldier of Light) (1986)
- Double Dragon (8/1987)
- Nekketsu KōKō Dodgeball Bu (Американское название: Super Dodge Ball) (11/1987)
- Sai Yu Gou Ma Roku (Американское название: China Gate) (3/1988)
- Double Dragon II: The Revenge (6/1988)
- U.S. Championship V'Ball (12/1988)
- WWF Superstars (7/1989)
- Block Out (10/1989)
- The Combatribes (6/1990)
- Double Dragon 3: The Rosetta Stone (11/1990)
- WWF Wrestlefest (7/1991)
- Shadow Force (6/1993)

### NES/Famicom
- Nekketsu Kōha Kunio-kun (Американское название: Renegade) (4/17/1987)
- Double Dragon (4/8/1988)
- Nekketsu KōKō Dodgeball Bu[англ.] (Американское название: Super Dodge Ball) (7/26/1988)
- Downtown Nekketsu Monogatari (Американское название: River City Ransom, Street Gangs) (4/25/1989)
- U.S. Championship V'Ball (Американское название: Super Spike V’Ball) (11/10/1989)
- Double Dragon II: The Revenge (12/22/1989)
- Nekketsu KōKō Dodgeball Bu: Soccer Hen (Американское название: Nintendo World Cup) (5/18/1990)
- Downtown Nekketsu Kōshinkyoku: Soreyuke Daiundōkai (10/12/1990)
- Double Dragon III: The Rosetta Stone (Американское название: Double Dragon III: The Sacred Stones) (2/22/1991)
- Sugoro Quest (6/28/1991)
- Downtown Special: Kunio-kun no Jidaigeki dayo Zen'in Shūgō (7/26/1991)
- Ike Ike! Nekketsu Hockey Bu: Subette Koronde Dairantō (В США был запланирован выход этой игры под названием «Crash 'n the Boys: Ice Challenge», но по неизвестным причинам он не состоялся) (2/7/1992)
- Bikkuri Nekketsu Shinkiroku: Harukanaru Kin Medal (Американское название: Crash 'n the Boys: Street Challenge) (6/26/1992)
- Nekketsu Kakutō Densetsu (12/23/1992)
- Kunio-kun no Nekketsu Soccer League (4/23/1993)
- Nekketsu! Street Basket: Ganbare Dunk Heroes (12/17/1993)

### Game Boy
- Double Dragon (7/20/1990)
- Nekketsu Kōha Kunio-kun: Bangai Rantō Hen (Американское название: Double Dragon II) (12/7/1990)
- Nekketsu Kōkō Soccer Bu: World Cup Hen (Американское название: Nintendo World Cup) (4/26/1991)
- Nekketsu Kōkō Dodgeball Bu: Kyōteki! Dodge Soldier no Maki (Game Boy версия игры «Super Dodge Ball» вышла только Японии) (11/8/1991)
- Downtown Nekketsu Kōshinkyoku: Dokodemo Daiundōkai (7/24/1992)
- Bikkuri Nekketsu Shinkiroku: Dokodemo Kin Medal (7/16/1993)
- Downtown Special: Kunio-kun no Jidaigeki dayo Zen'in Shūgō (12/22/1993)
- Taiyō no Tenshi Marlowe: Ohana Batake no Dai Panic! (5/27/1994)
- Nekketsu! Beach Volley dayo: Kunio-kun (7/29/1994)

### Super NES/Super Famicom
- Shodai Nekketsu Kōha Kunio-kun (8/7/1992)
- Return of Double Dragon (Американское название: Super Double Dragon) (10/16/1992)
- The Combatribes (12/23/1992)
- Kunio-kun no Dodgeball dayo Zen'in Shūgō (8/6/1993)
- Downtown Nekketsu Baseball Challenge (12/17/1993)
- Shin Nekketsu Kōha: Kunio-tachi no Banka (4/29/1994)
- Kunio no Oden (5/27/1994)
- Popeye: Ijiwaru Sea Hag no Maki (8/12/1994)
- Funaki Masakatsu no Hybrid Wrestler: Tōgi Denshō (10/21/1994)
- Sugoro Quest ++: Dicenics (12/9/1994)
- Dun Quest: Mashin Fūin no Densetsu (7/21/1995)

### Game Gear
- Popeye: Beach Volley (8/12/1994)

### PlayStation
- Geom Cube (3D тетрис аналогичный игре Blockout) (12/22/1994)
- V-Ball - Beach Volley Heroes (3D волейбол) (08/01/1998)

### Neo-Geo
- Double Dragon (2/1995)
- Chōjin Gakuen Gowcaizer (Американское название: Voltage Fighter Gowcaizer) (9/1995)
- Kunio no Nekketsu Dodgeball Densetsu (Американское название: Super Dodge Ball) (1996)

В 1996 году компания закрылась.